# Kvėdarna
Kvėdarna (ryska: Кведарна) är en ort i Litauen. Den ligger i den västra delen av landet, 230 km väster om huvudstaden Vilnius. Kvėdarna ligger 110 meter över havet och antalet invånare är 1 597.
Terrängen runt Kvėdarna är platt. Runt Kvėdarna är det ganska glesbefolkat, med 27 invånare per kvadratkilometer. Närmaste större samhälle är Šilalė, 14,2 km sydost om Kvėdarna. Trakten runt Kvėdarna består till största delen av jordbruksmark.